# Sebastião Gilberto
Felisberto Sebastião de Graca Amaral, ou simplesmente Gilberto (Luanda, 21 de setembro de 1982), é um ex-futebolista angolano que defendeu a Seleção Angolana de Futebol.

## Carreira
Gilberto representou o elenco da Seleção Angolana de Futebol no Campeonato Africano das Nações de 2013.

### Gols pela seleção nacional
| #  | Data                 | Local          | Adversário   | Gol | Resultado | Competição                                                      |
| -- | -------------------- | -------------- | ------------ | --- | --------- | --------------------------------------------------------------- |
| 7. | 9 de outubro de 2010 | Luanda, Angola | Guiné-Bissau | 1–0 | 1–0       | Eliminatórias para as Copas das Nações Africanas de 2012 & 2013 |